# سرخس‌های غباری
سرخس‌های غباری(نام علمی: Hymenophyllaceae) نام یک تیره از subkingdom آوندداران است.

## شرح
آنها اغلب به نظر می رسد به عنوان سبز تیره سبز و حتی سیاه و سفید و ممکن است برای یک قارچ قوی و یا liverwort اشتباه است. ریزوم معمولا نازک و خشن است و برش های مختلف با یک رشته ("عصب") بافت عروقی تکیه می کنند. همانطور که در بسیاری از سرخسها، جوانه ها به نوبه خود دچار تجاوز شده اند